# Plac Błotny
Plac Błotny (ros. Болотная площадь, Bołotnaja płoszczad' ; w latach 1962–1993 plac Riepina) – plac w centrum Moskwy. Miejsce manifestacji opozycji w latach 2011 i 2012.